# Герон
Геро́н Александри́йский (др.-греч. Ἥρων ὁ Ἀλεξανδρεύς) — греческий математик и механик.
Время жизни отнесено ко второй половине I века н. э. на том основании, что он приводит в качестве примера лунное затмение 13 марта 62 г. н. э. Подробности его жизни неизвестны.
Герона относят к величайшим инженерам за всю историю человечества. Он первым изобрёл автоматические двери, автоматический театр кукол, автомат для продаж, скорострельный самозаряжающийся арбалет, паровую турбину, автоматические декорации, прибор для измерения протяжённости дорог (древний одометр) и др. Первым начал создавать программируемые устройства: вал со штырьками с намотанной на него верёвкой.
Занимался геометрией, механикой, гидростатикой, оптикой. Основные произведения: «Метрика», «Пневматика», «Автоматопоэтика», «Механика» (произведение сохранилось целиком в арабском переводе), «Катоптрика» (наука о зеркалах; сохранилась только в латинском переводе) и др. В 1814 году было найдено сочинение Герона «О диоптре», в котором изложены правила земельной съёмки, фактически основанные на использовании прямоугольных координат. Герон использовал достижения своих предшественников: Евклида, Архимеда, Стратона из Лампсака.
Многие из его книг безвозвратно утеряны (свитки содержались в Александрийской библиотеке). Одна из копий его книг, сделанная в XVI веке, хранится в Оксфордском Университете.
В средние века многие из его изобретений были отвергнуты, забыты или не представляли практического интереса.

## Научная и техническая деятельность

### Механика

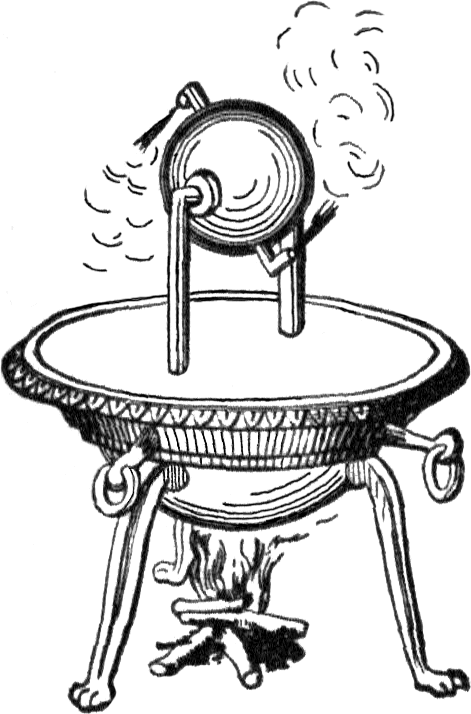
Паровая турбина Герона

В трактате «Механика» (Μηχανική), состоящем из трёх книг, Герон описал пять типов простейших машин: рычаг, ворот, клин, винт и блок. Герон установил «золотое правило механики», согласно которому выигрыш в силе при использовании простых механизмов сопровождается потерей в расстоянии.
В трактате «Пневматика» (Πνευματικά) Герон описал различные сифоны, хитроумно устроенные сосуды, автоматы, приводимые в движение сжатым воздухом или паром. На иллюстрации представлен эолипил, представлявший собой первую паровую турбину — шар, вращаемый силой струй водяного пара. Также Герон изобрёл автомат для открывания дверей, автомат для продажи «святой воды», пожарный насос, водяной орган, механический театр марионеток. В книге «Об автоматах» (Αυτόματα) также описаны различные автоматические устройства.
В трактате «Беллопоэтика» (Βελοποιητικά) Герон описал различные военные метательные машины.

### Геодезия
В книге «О диоптре» (Περὶ διόπτρας) описан диоптр — простейший прибор, применявшийся для геодезических работ. Этот прибор представляет собой линейку с двумя смотровыми отверстиями, которую можно поворачивать в горизонтальной плоскости и при помощи которой можно визировать углы.
Герон излагает в своём трактате правила земельной съёмки, основанные на использовании прямоугольных координат. В предложении 15 описывается, как строится геодезическое обоснование при прокладке тоннеля сквозь гору, когда работы ведутся одновременно с обоих его концов.
В предложении 34 описан одометр — прибор для измерения расстояния, пройденного повозкой. В предложении 38 описывается сходное устройство, позволяющее определять расстояние, пройденное кораблём.

### Оптика
В «Катоптрике» (κατοπτρικά) Герон обосновывает прямолинейность световых лучей бесконечно большой скоростью их распространения. Он приводит доказательство закона отражения, основанное на предположении о том, что путь, проходимый светом, должен быть наименьшим из всех возможных (частный случай принципа Ферма). Исходя из этого принципа, Герон рассматривает различные типы зеркал, особое внимание уделяя цилиндрическим зеркалам.

### Математика
«Метрика» (Μετρική) Герона и извлечённые из неё «Геометрика» и «Стереометрика» представляют собой справочники по прикладной математике. Среди содержащихся в «Метрике» сведений:
- Целочисленные героновы треугольники.
- Формулы для площадей правильных многоугольников.
- Объёмы правильных многогранников, пирамиды, конуса, усечённого конуса, тора, шарового сегмента.
- Формула Герона для расчёта площади треугольника по длинам его сторон (открытая Архимедом).
- Правила численного решения квадратных уравнений.
- Алгоритмы извлечения квадратных и кубических корней (см. Итерационная формула Герона).

В основном изложение в математических трудах Герона догматично: правила часто не выводятся, а только показываются на примерах.
Книга Герона «Определения» представляет собой обширный свод геометрических определений, по большей части совпадающих с определениями «Начал» Евклида.

## Годы жизни Герона
Годы жизни Герона в XX веке стали предметом дискуссии. Согласно античным источникам, он жил после Архимеда, но перед Паппом, то есть где-то между 200 годом до н. э. и 300 годом н. э. Некоторые историки XVIII—XIX веков указывали более конкретные даты в этом интервале, например, Бальди помещает Герона под 120 годом до н. э., а в ЭСБЕ указан год рождения Герона — 155 год до н. э..
В 1938 году Отто Нойгебауэр предположил, что Герон жил в I веке н. э. Это предположение было основано на том, что в его книге «О диоптре» упоминается лунное затмение, которое было замечено за 10 дней до весеннего равноденствия. Его указание, что оно произошло в Александрии в 5 часов ночи, однозначно указывает в интервале между 200 до н. э. и 300 н. э. на лунное затмение от 13 марта 62 года (юлианская дата). В последнее время датировка Нойгебауера была подвергнута критике Натаном Сидоли (Nathan Sidoli).

## В кино и на телевидении
- мультфильм «Герон», 1979 год, «Экран».
- мультсериал «Жили-были... Первооткрыватели». 3 серия, «Герон Александрийский».
- документальный фильм «Древние открытия: удивительные машины. Герон Александрийский».
- Технологии древних цивилизаций. Герон Александрийский. Серия 1, эпизод 3. History Channel, 2003.

## Память
В 1976 г. Международный астрономический союз присвоил имя Герона кратеру на обратной стороне Луны.